# Галичина (Дрогобич)
«Галичина» — український футбольний клуб з міста Дрогобича. Заснований 2 грудня 1989 року під назвою СФК «Дрогобич» на базі клубу СКА «Карпати» (Львів).
Найкраще досягнення у чемпіонатах України — 11 місце у Першій лізі України (1992), 1/8 Кубка України (1996). Стадіон: «Галичина» (Дрогобич, 8000 місць).

## Історичний екскурс
Футбол у Дрогобичі почав розвиватися у період перебування міста в складі Австро-Угорської імперії. Першим клубом міста став Спортивний клуб «Поґонь», заснований 1909 р. Він був філією львівської команди й розділявся на дві команди — «біло-червоних» та «блакитних». Перша гра дрогобицької команди, яка зафіксована в писемних джерелах відбулася 12 червня 1910 р., коли зустрічалися «Аттіка» (Дрогобич) — «Поґонь»-5 (Стрий) — 0:13. 
Більшою активністю футбольне життя у Дрогобичі відзначалося в міжвоєнний період. У 1920-х роках в місті існували футбольні колективи польської громади — «Юнак», «Польмін», «Колєяж», «Сокул», «Тисмениця», «Т.U.R.», єврейської — «Бейтар», «Штерн» та української. У 1923 р. українська громада міста створила команду «Підгір'я», а в 1934 р. частина членів клубу організували Український спортивний клуб «Ватра» (кольори форми — зелено-червоні смугасті футболки, червоні шорти та зелені гетри). Найбільшим її досягненням стало лідерство у Львівській окружній футбольній лізі 1944 р., але турнір не встиг завершитися через наближення військових дій. Цього ж року «Ватра» припинила своє існування. Одними з лідерів команди були захисник Костянтин Кіцила, форварди Євстахій Ярема, Василь Флюнт.
Грізною силою регіонального футболу у міжвоєнний період була команда «Юнак». У 1939 р. вона здобула першість у Львівській окружній футбольній лізі, але через початок Другої світової війни припинила своє існування.
Найвідомішими гравцями тієї команди стали Болеслав Габовський, Ян Гемерлінґ, Мєчислав Ґурський, Станіслав Геруля, Владислав Шевчик та інші.
По закінченні Другої світової війни найвідомішими командами Дрогобича були «Спартак», «Динамо» та «Нафтовик». Перша з них брала участь в аматорському чемпіонаті УРСР 1946 і 1948 років. А її кольори захищали Йосип та Володимир Николишини, Казимир Булькевич, Володимир Ушкалов, Володимир Заморьонов та інші улюбленці місцевої публіки. «Динамо» брало участь у цьому ж турнірі 1949 року. Але найбільшими успіхами відзначилися дрогобицькі нафтовики, «Нафтовик» (форма біла) було створено у 1950 р. й з перервами колектив існував до 1989 р. Команда не лише брала участь в аматорських чемпіонатах УРСР (1951, 1953—1956, 1958, 1959 рр.), але й одного разу зайняли 3-є місце (1958 р.), а наступного року зупинилися на четвертій позначці. Далі «Нафтовик» перейшов у ранг команд майстрів чемпіонату СРСР, де найбільшим успіхом відзначився у 1965 р, посівши 5-е місце у групі Б, ставши 17-ю за рейтингом командою УРСР. У складі команди філігранною грою відзначалися такі відомі футболісти як Лев Броварський, Остап Савка, Ігор Кульчицький, Олександр Філяєв та багато інших.
На рубежі 1970-1980-х років найсильнішим футбольним колективом Дрогобича був «Хімік» (форма біло-зелена), який у 1979 р. став бронзовим призером аматорського чемпіонату УРСР. Незважаючи на успішну гру, команда невдовзі припинила своє існування, а її лідерами вважалися Ігор Пилипів, Володимир Спориняк, Юрій Міраї, Богдан Риб'як, Олексій Борщенко, Олексій Кучинський, Тарас Гірший, Юрій Мінько, Степан Данилюк, Василь Берездецький, Михайло Луців.
Успіхи дрогобицького футболу продовжив «Авангард» (форма біло-чорна), котрий існував з 1982 по 1989 роки. Найбільшим звершенням колективу став вихід у фінал розіграшу Кубка УРСР серед аматорів 1987 р., де дрогобичани поступилися єнакієвській «Південьсталі» (2:0, 0:3 у додатковий час). У 1986 р. «Авангард» став срібним призером чемпіонату Львівської області. Гра біло-чорних залежала від таких майстрів як Володимир Журавчак, Тарас Гірший, Микола Козоріз, Ігор Пилипів, Богдан Риб'як, Василь Берездецький, Юрій Мінько, Юрій Широков, Василь Карпин, Богдан Пирч, Степан Греділь.

## Чемпіонати СРСР
У чемпіонаті СРСР ФК «Галичина» виступала у сезонах 1990 р. (друга ліга, зона «Захід», 9-е місце з 22-х учасників) і 1991 р. (друга ліга, буферна західна зона, 14-е місце з 22-х учасників).
У всіх іграх взяли участь 50 гравців.

### Найбільше ігор зіграли
Степан Нич (41 гра), Василь Бондарчук, Володимир Кухлевський, Фаіль Міргалімов — по 40 ігор, Марат Мінібаєв, Андрій Валенко — по 39, Анатолій Безсмертний — 38, Анатолій Сєдих, Олег Головань — по 37, Валерій Лінніков, Ярослав Волошин, Андрій Василитчук, Володимир Воротеляк — по 36.

### Найкращі бомбардири
Володимир Кухлевський — 12 голів, Олег Головань — 10, Юрій Шулятицький — 9, Володимир Фурсов, Валерій Лінніков, Фаіль Міргалімов — по 6, Іван Гамалій — 5.

### Ворота захищали
Олег Береський — 26 ігор, 25 пропущених голів (0,96 у середньому за гру), Михайло Гончаров — 23 гри, 29 пропущених голів (1,26), Микола Ващилко — 21 гра, 34 пропущених голів (1,62), Олександр Коваленко — 20 ігор, 25 пропущених голів (1,25).
За команду у сезонах 1990 і 1991 рр. також виступали такі відомі гравці як Володимир Буняк, Олександр Войтюк, Олександр Гій, Роман Зуб, Вячеслав Медвідь, Юрій Мокрицький, Михайло Стельмах, Роман Толочко, Борис Фінкель.

### Головними тренерами працювали
- Микола Самарін (1990)
- Вільгельм Теллінґер (1990—1991)
- Борис Рассихін (1991).

## Кубок СРСР
ФК «Галичина» розпочала боротьбу за кубок СРСР 1990/1991 р. зі стадії 1/64 фіналу, коли 14 квітня 1990 р. у домашній грі переграла представника вищої ліги «Металург» (Запоріжжя) — 2:1 (Володимир Кухлевський і автогол Віктор Скрипник). 2 травня 1990 р. на наступній стадії розіграшу команда зазнала поразки у Ризі від місцевої «Даугави», котра була одним з лідерів першої ліги, з рахунком 1:4 (Володимир Кухлевський).
У розіграші кубка 1991/1992 р. команда участі не брала.

## Чемпіонати України
Навесні 1992 року «Галичина» виступала в групі А першої ліги чемпіонату України. Команда провела 26 ігор, у яких здобула 9 перемог, 5 нічиїх і 12 поразок. Різниця м’ячів 25-32. У підсумку команда посіла 11 місце. Усі наступні роки грала у другій лізі (11 разів). У 2003 році залишила другу лігу. Через 2 роки колектив удалося відновити в чемпіонаті області.
Загалом у другій лізі чемпіонату України команда зіграла 374 ігри, здобула 137 перемог, 80 разів зіграла внічию, зазнала 157 поразок, різниця голів 403:435.
На рівні індивідуальних досягнень варто відзначити сезон 1992/1993 рр., коли Василь Карпин зі 12-а забитими голами став 5-м бомбардиром другої ліги. У сезоні 1993/1994 рр. цей самий гравець згідно з одними джерелами став 2-м бомбардиром другої ліги, забивши 20 голів. За іншими даними цей показник став найкращим у сезоні. Його традицію продовжив у сезоні 1996/1997 рр. Василь Климко, котрий із 8-а голами посів 6-е місце серед бомбардирів другої ліги в групі А. У сезоні 1998/1999 рр. Василь Карпин знову ввійшов до числа найкращих бомбардирів другої ліги, забивши 11 голів, що дало можливість посісти 3-є місце в групі А. У сезоні 2001/2002 рр. Олег Теплий забив 15 голів, ставши 5-м бомбардиром другої ліги в групі А, але цього показника він досягнув виступами за дві команди («Галичина» Дрогобич і «Сокіл» Золочів).

## Результати виступів у чемпіонатах СРСР, України та Львівської області
| Рік  | Ліга                                        | Місце                           |
| 1990 | 2-га ліга СРСР                              | 14                              |
| 1991 | 2-га ліга СРСР                              | 18                              |
| 1992 | 1-а ліга України                            | 11                              |
| 1993 | 2-га ліга України                           | 9                               |
| 1994 | 2-га ліга України                           | 9                               |
| 1995 | 2-га ліга України                           | 5                               |
| 1996 | 2-га ліга України                           | 14 (в групі А)                  |
| 1997 | 2-га ліга України                           | 6 (в групі А)                   |
| 1998 | 2-га ліга України                           | 7 (в групі А)                   |
| 1999 | 2-га ліга України                           | 10 (в групі А)                  |
| 2000 | 2-га ліга України                           | 13 (в групі А)                  |
| 2001 | 2-га ліга України                           | 14 (в групі А)                  |
| 2002 | 2-га ліга України                           | 11 (в групі А)                  |
| 2003 | 2-га ліга України                           | 15 (в групі А)                  |
| 2004 | не виступали                                |                                 |
| 2005 | Чемпіонат Львівської області                | 4                               |
| 2006 | Чемпіонат Львівської області                | 13 (у липні знялися зі змагань) |
| 2007 | не виступали                                |                                 |
| 2008 | Чемпіонат Львівської області (перша ліга)   | 7                               |
| 2009 | Чемпіонат Львівської області (прем'єр-ліга) | 3                               |
| 2010 | Чемпіонат Львівської області (прем'єр-ліга) | 10                              |
| 2017 | Чемпіонат Львівської області (друга ліга)   | 3                               |
| 2018 | Чемпіонат Львівської області (перша ліга)   | 4                               |
| 2019 | Чемпіонат Львівської області (прем'єр-ліга) | 8                               |
| 2020 | Чемпіонат Львівської області (прем'єр-ліга) | 7                               |
| 2021 | Чемпіонат Львівської області (прем'єр-ліга) | 8                               |
| 2022 | Чемпіонат Львівської області (прем'єр-ліга) | 13                              |
| 2023 | Чемпіонат Львівської області (прем'єр-ліга) | 11                              |
| 2024 | Чемпіонат Львівської області (прем'єр-ліга) | 10                              |

## Кубок України
Команда взяла участь у 10-ти розіграшах Кубка України. Перша гра пройшла 16 лютого 1992 р. у Дрогобичі на стадіоні «Крановик» у межах 1/32 розіграшу Кубка. За присутності 3000 глядачів місцева команда поступилася вищоліговому колективу «Нафтовик» (Охтирка) з рахунком 0:2. Найвище досягнення в Кубку України — вихід до 1/8 фіналу в сезоні 1995/1996: ву1/64 фіналу дрогобичани обіграли на виїзді «Підгір’я» (Сторожинець) 1:0, далі в домашніх іграх здолали «Ниву» (Теребовля) з рахунком 3:1 і криворізький «Кривбас» (0:0; 6:5 у серії пенальті), але в 1/8 фіналі програли у Вінниці місцевій «Ниві» — 0:2.
За цей час було зіграно 18 ігор, з них 6 перемог, 1 нічия та 11 поразок, різниця м’ячів — 12:17.

## Кубок другої ліги України
«Галичина» також взяла участь у двох турнірах Кубка другої ліги, які проводилися в сезонах 1999/2000 і 2000/2001 років. У 1/32 першого розіграшу дрогобичани здолали опір «Прикарпаття — 2» (Івано-Франківськ) з рахунком 1:0, але в 1/16 за підсумками двох ігор поступилися долинському «Нафтовику» — 2:3, 0:0. В сезоні 2000/2001 років шлях до Кубка перервався вже після першої гри. На першому етапі «Галичина» поступилася у Львові «Карпатам — 2» з рахунком 1:2 й припинила участь у турнірі.

## Статистика виступів «Галичини» в кубках СРСР, України та другої ліги України
| Рік                           | Стадія             | Суперник, ліга                                   | Рахунок            |
| 1990/1991                     | 1/64               | Галичина — Металург (Запоріжжя), п. л.           | 2:1                |
|                               | 1/32               | Даугава (Рига), п. л. — Галичина                 | 4:1                |
| 1992                          | 1/32               | Галичина — Нафтовик (Охтирка), в. л.             | 0:2                |
| 1992/1993                     | 1/64               | Птахівник (Великі Гаї) — Галичина                | 1:0                |
| 1993/1994                     | 1/64               | ФК Львів — Галичина                              | 2:1 (д. ч.)        |
| 1994/1995                     | 1/64               | Бактянець (Бадалово) — Галичина                  | 0:2                |
|                               | 1/32               | Галичина — Прикарпаття (Івано-Франківськ), в. л. | 0:1                |
| 1995/1996                     | 1/32               | Підгір'я (Сторожинець) — Галичина                | 0:1                |
|                               | 1/16 (перший етап) | Галичина — Нива (Теребовля)                      | 3:1                |
|                               | 1/16 (другий етап) | Галичина — Кривбас (Кривий Ріг), в. л.           | 0:0, 6:5 (по пен.) |
|                               | 1/8                | Нива (Вінниця), в. л. — Галичина                 | 2:0                |
| 1996/1997                     | 1/64               | Покуття (Коломия) — Галичина                     | 1:2 (д. ч.)        |
|                               | 1/32 (перший етап) | Галичина — Закарпаття (Ужгород), п. л.           | 1:0                |
|                               | 1/32 (другий етап) | Галичина — Буковина (Чернівці), п. л.            | 0:0, 2:4 (по пен.) |
| 1997/1998                     | 1/128              | Газовик (Комарно) — Галичина                     | 1:0                |
| 1998/1999                     | 1/64               | Галичина — Поділля (Хмельницький), п. л.         | 1:2, 0:1           |
| 1999/2000 (Кубок другої ліги) | 1/32               | Галичина — Прикарпаття — 2 (Івано-Франківськ)    | 1:0                |
|                               | 1/16               | Нафтовик (Долина) — Галичина                     | 3:2, 0:0           |
| 2000/2001 (Кубок другої ліги) | попередній етап    | Карпати — 2 (Львів) — Галичина                   | 2:1                |
| 2001/2002                     | перший етап        | Галичина — Сокіл (Золочів)                       | 1:1, 0:1           |
| 2002/2003                     | 1/32               | Галичина — Таврія (Сімферополь), в. л.           | 0:1                |

## Загальна статистика на професійному рівні
У чемпіонатах СРСР та України, розіграшах кубків СРСР, України та другої ліги ФК «Галичина» зіграла 482 гри, здобула 171 перемогу, 104 рази зіграла внічию, зазнала 207 поразок. Різниця м'ячів складає — 516:578.

### Найбільше ігор зіграли
1) Василь Карпин — 260, 2) Серґо Ґоґоладзе — 236, 3) Степан Греділь — 228, 4) Микола Дудич — 189, 5) Андрій Воротеляк — 185, 6) Роман Кіндратів — 148, 7) Георгій Грущак — 133, 8) Ігор Гіщак — 121, 9) Ярослав Волошин — 116, 10) Дмитро Тверитінов — 104, 11) Віталій Малик — 100, 12) Олег Береський — 97, 13) Василь Малик — 94, 14) Андрій Петричкович — 84, 15-16) Андрій Валенко, Микола Левицький — по 82, 17) Ігор Білан — 80, 18-19) Роман Ковальчик, Віталій Шукатка — по 74, 20) Іван Коношенко — 73.

### Статистика за амплуа
воротарі: 1) Олег Береський — 97, 2) Ігор Білан — 80, 3) Альґімантас Бряуніс — 56, 4) Євген Ющишин — 46, 5) В'ячеслав Котляр — 41;
захисники: 1) Серґо Ґоґоладзе — 236, 2) Степан Греділь — 228, 3) Роман Кіндратів — 148, 4) Георгій Грущак — 133, 5-6) Андрій Валенко, Микола Левицький — по 82; півзахисники: 1) Микола Дудич — 189, 2) Андрій Воротеляк — 185, 3) Ігор Гіщак — 121, 4) Ярослав Волошин — 116, 5) Василь Малик — 94;
нападники: 1) Василь Карпин — 260, 2) Дмитро Тверитінов — 104, 3) Віталій Малик — 100, 4) Василь Климко — 70, 5) Андрій Добрянський — 68.

### Найкращі бомбардири
1) Василь Карпин — 88, 2) Віталій Малик — 30, 3) Микола Дудич — 25, 4) Василь Климко — 16, 5) Андрій Воротеляк — 15, 6-8) Володимир Кухлевський, Ярослав Волошин, Олег Теплий — по 14, 9) Володимир Уштан — 11, 10-11) Олег Головань, Сергій Райко — по 10, 12-15) Юрій Шулятицький, Степан Нич, Андрій Добрянський, Василь Телятник — по 9, 16-19) Ігор Гіщак, Павло Дуда, Андрій Петричкович, Віталій Шукатка — по 8, 20-22) Олег Яремчук, Дмитро Тверитінов, Георгій Грущак — по 7.

### Статистика проти окремих команд
В офіційних турнірах на професійному рівні «Галичина» зіграла проти 112 команд. Найчастіше їхнім суперником були «Газовик» (Комарно) – 19; +9=3-7, 19:19, «Хімік/ЛУКОР» (Калуш) – 16; +8=1-7, 17:17, «Верес» (Рівне) – 14; +4=2-8, 18:21, «Нафтовик» (Долина) – 14; +3=5-6, 15:17, «Поділля» (Хмельницький) – 12; +1=1-10, 11:33.

### Найбільші перемоги та поразки
Найбільша перемога на своєму полі – 6:0 проти «Ниви» (Вінниця), 26 вересня 1999 р.
Найбільша перемога на чужому полі – 5:0 проти «Беркута» (Бедевля), 23 квітня 1998 р.
Найбільша поразка на своєму полі – 0:3 проти «Карпат-2» (Львів), 8 серпня 1999 р.; «Системи-Борекс» (Бородянка), 25 червня 2000 р.; «Сокола» (Золочів), 10 квітня 2002 р.
Найбільша поразка на чужому полі – 0:6 проти «Торпедо» (Запоріжжя), 25 травня 1991 р.

## Головні тренери
У чемпіонатах та кубках України головними тренерами працювали:
- Борис Рассихін (1992)
- Хосе Турчик (1992—1993)
- Андрій Карімов (1994—1995)
- Юрій Дубровний (1995—1996)
- Лев Броварський (1996—1998)
- Микола Жуков (1998—1999)
- Степан Греділь (1999)
- Роман Покора (1999)
- Степан Греділь (2000)
- Анатолій Веселовський (2000-2001)
- Михайло Луців (2001—2002)
- Василь Малик (2002—2003)
- Євген Камінський (2002—2003)

## Кубок України серед аматорів
У 2005 р. дрогобицька команда взяла участь у розіграші Кубка України серед аматорів.
1/16 фіналу – пропускали
1/8 фіналу – Авангард (Свалява) – Галичина (Дрогобич) – 0:1, 1:1.
1/4 фіналу – Галичина (Дрогобич) – ФК Лужани (Лужани) – 1:1, 0:3.

## Чемпіонат області
У 2005—2006 роках клуб виступав у чемпіонаті Львівської області, де був одним із середняків ліги. 2005 рік «Галичина» завершила на 4 місці обласного чемпіонату, а наступний сезон дограла лише до літа, у липні через нестачу коштів колектив знявся зі змагань.
На початку 2008 року Дрогобицька міська рада ухвалила рішення про відновлення муніципального футбольного клубу «Галичина» та сприяла фінансуванню команди. Клуб заявився на першу лігу Львівщини 2008, одразу фінішувавши на першому місці та вийшовши до Прем'єр-ліги. У Прем'єр-лізі Львівщини 2009 року «Галичина» здобула бронзові нагороди.
У 2017 р. зусиллями уболівальників і міської влади було відновлено команду, яка заявилася в другій лізі чемпіонату області. Перший матч після семирічної перерви «Галичина» зіграла 13 травня 2017 р. у Дрогобичі проти «Вереса» (Великий Любінь) — 1:3. В 2018 р. до команди, яка розпочала виступи у першій лізі Львівської області, повернулася ціла низка талановитих місцевих вихованців — Ю. Ковельський, Т. Тарасович, Т. Рудавець, Т. Грицан, В. Трусевич, Р. Подоляк, І. Сілецький, А. Петричкович, І. Ільчишин.

### Прем'єр-ліга Львівської області
Сезон 2009 р. виявився загалом вдалим, особливо якщо зважити на статус дебютанта. «Галичина» лише на 3 очка відстала від переможця «Карпати» (Кам'янка-Бузька) і мали одинакову кількість очок зі срібним призером «Шахтарем» (Червоноград). А Б. Хмизов був визнаний найкращим півзахисником турніру. Але успіх не вдалося розвинути і наступний сезон став останнім у прем'єр-лізі Львівської області аж до 2019 р.

## Загальна статистика на аматорському рівні

### Найбільше ігор зіграли
1) Віталій Трусевич - 124, 2) Тарас Тарасович - 108, 3) Іван Бутим - 105, 4) Тарас Грицан - 103, 5) Тарас Рудавець - 102, 6) Роман Маланяк - 92, 7) Іван Юзьв'як - 89, 8) Олег Михайловський – 84, 9) Ігор Височанський – 81, 10) Віктор Коссак - 76, 11) Вадим Бреньо - 75, 12) Володимир Сушинець - 74, 13) Ігор Білан – 71, 14) Подоляк - 70, 15) Олег Кінаш – 69, 16) Роман Чопко - 67, 17) Андрій Сов'як - 63, 18) Ігор Тершак – 58, 19) Віталій Швець - 56, 20) Ярослав Карнадз-Мартинів – 55.

### Найкращі бомбардири
1) Роман Маланяк – 35, 2) Тарас Рудавець – 31, 3) Ігор Тершак – 22, 4) Іван Бутим – 21, 5) Богдан Хмизов – 18, 6) Ярослав Карнадз-Мартинів – 17, 7-8) Олександр Розлач – 13, 7-8) Андрій Сливка – 13, 9) Максим Філіпов - 12, 10-12) Іван Сливка – 11, 10-12) Вадим Бреньо – 11, 10-12) Віталій Трусевич – 11.

### Підсумкові результати змагань в чемпіонаті області
| Рік                 | І  | В  | Н | П  | М'ячі | О  | Місце |
| 2005 (вища ліга)    | 26 | 14 | 4 | 8  | 49-28 | 46 | 4     |
| 2006 (вища ліга)    | 28 | 8  | 2 | 18 | 20-55 | 26 | 13    |
| 2008 (перша ліга)   | 26 | 13 | 6 | 7  | 40-21 | 45 | 7     |
| 2009 (прем’єр-ліга) | 18 | 12 | 2 | 4  | 40-19 | 38 | 3     |
| 2010 (прем’єр-ліга) | 22 | 4  | 6 | 12 | 22-40 | 18 | 10    |
| 2017 (друга ліга)   | 24 | 16 | 2 | 6  | 60-26 | 50 | 3     |
| 2018 (перша ліга)   | 30 | 20 | 6 | 4  | 79-32 | 66 | 4     |
| 2019 (прем’єр-ліга) | 22 | 4  | 8 | 10 | 20-35 | 20 | 8     |
| 2020 (прем’єр-ліга) | 12 | 4  | 2 | 6  | 19-26 | 14 | 7     |
| 2021 (прем’єр-ліга) | 24 | 7  | 5 | 12 | 22-39 | 26 | 8     |
| 2022 (прем’єр-ліга) | 9  | 4  | 0 | 5  | 14-27 | 12 | 13    |
| 2023 (прем’єр-ліга) | 17 | 5  | 2 | 10 | 21-46 | 17 | 11    |
| 2024 (прем’єр-ліга) | 24 | 8  | 1 | 15 | 25-54 | 25 | 10    |

### Статистика проти окремих команд
На аматорському рівні «Галичина» зіграла в чотирьох офіційних турнірах – чемпіонат Львівщини, кубок Львівщини, кубок ліги, кубок України серед аматорів. Їхніми суперниками були 77 команд. Найчастіше дрогобичани змагалися (разом з технічними перемогами і поразками) проти ФК «Миколаїв» (19; +5=5-9, 25:44), ФСК «Самбір» (16; +9=3-4, 32:22), «Шахтаря» (12; +4=1-7, 14:24), кам’янко-бузьких «Карпат» (11; +0=1-10, 4:21), золочівського «Сокола» (11; +6=1-4, 27:16), торчиновицького «Кар'єра-Дністра» (10; +3=0-7, 15:18).

### Найбільші перемоги та поразки
Найбільша перемога на своєму полі – 5:0 проти ФК «Миколаїв» (25 квітня 2009 р.).
Найбільша перемога на чужому полі – 9:0 проти годовицького «Форварда» (28 червня 2017 р.).
Найбільша поразка на своєму полі – 0:6 проти ФК «Миколаїв» (31 жовтня 2021 р.).
Найбільші поразки на чужому полі – 0:7 проти ФК «П'ятничани» (13 жовтня 2024 р.).

## Кубок області
«Галичина» шість раз заявлялася для участі у розіграші кубка Львівщини (2005 р., 2006 р., 2008 р., 2009 р., 2010 р., 2020 р.). Найкращим став результат 2008 р., коли дрогобичани грали у півфіналі. У 2009 р. і 2010 р. «жовто-зелені» дісталися чвертьфіналу. У 2006 р. через брак фінансування команда так і не стартувала у змаганнях. Загалом «Галичина» має у доробку 17 матчів (разом з трьома технічними поразками). З них 7 перемог, 2 нічиї та 8 поразок. Різниця м’ячів – 20:17. Найчастіше зустрічалася поразка з рахунком 0:2 – три рази. Найбільше ігор дрогобичани провели проти червоноградського «Шахтаря» – 4. Тричі мали зустрітися з ФК «Вишня» (Судова Вишня), але у двох матчах дрогобичани не вийшли на поле. Ще 2 рази конкурували із золочівським «Соколом».

## Тренери в аматорських турнірах
Анатолій Веселовський (2005)
Василь Малик (2005-2006, 2008-2009)
Ігор Білан (2010)
Олександр Розлач (2017)
Ігор Височанський (2018 - жовтень 2020)
Любомир Цісельський (жовтень 2020 - січень 2021)
Іван Ільчишин (січень 2021 - 28 травня 2023)
Роман Подоляк (28 травня 2023 - 2025)

## Президенти клубу
Хосе Турчик (грудень 1989 - грудень 1990)
Михайло Коростельов (грудень 1990 - травень 1991)
Олег Гайдук (з травня 1991 - ?)
Юрій Чирук (1993)
Костянтин Гришаєв (до січня 1996)
Михайло Лужецький (січень 1996 - 24 травня 1998)
Олексій Радзієвський (24 травня 1998 - вересень ? 2001)
Леонід Мищатин (вересень ? 2001 - ?)
Михайло Лужецький (лютий 2005 - 2006)
Василь Карпин (2008-2010)
Юрій Кушлик (травень 2017-2025)

## Відомі гравці
- Анатолій Безсмертний
- Олег Береський
- Василь Бондарчук
- Андрій Валенко
- Едуард Валенко
- Андрій Василитчук
- Олександр Войтюк
- Іван Гамалій
- Олександр Гій
- Олег Головань
- Андрій Грінер
- Степан Греділь
- Михайло Гурка
- Роман Деркач
- Юрій Дубровний
- Роман Зуб
- Василь Карпин
- Роман Кіндратів
- Роман Ковальчик
- Володимир Кухлевський
- Валерій Лінніков
- Валерій Матусевич
- Вячеслав Медвідь
- Марат Мінібаєв
- Фаіль Міргалімов
- Юрій Мокрицький
- Віталій Постранський
- Сергій Райко
- Віктор Рафальчук
- Анатолій Саулевич
- Анатолій Сєдих
- Микола Сич
- Михайло Стельмах
- Олег Теплий
- Роман Толочко
- Борис Фінкель
- Володимир Фурсов
- Юрій Шулятицький